# Семейство гени
Семейство гени представлява набор от гени с известна хомология. По принцип тези гени са биохимично сходни. Гените се разпределят по семейства в зависимост от споделените нуклеотиди или протеинови секвенции.